# Шарм-ла-Кот
Шарм-ла-Кот (фр. Charmes-la-Côte) — коммуна во французском департаменте Мёрт и Мозель региона Лотарингия. Относится к кантону Туль-Сюд.

## География

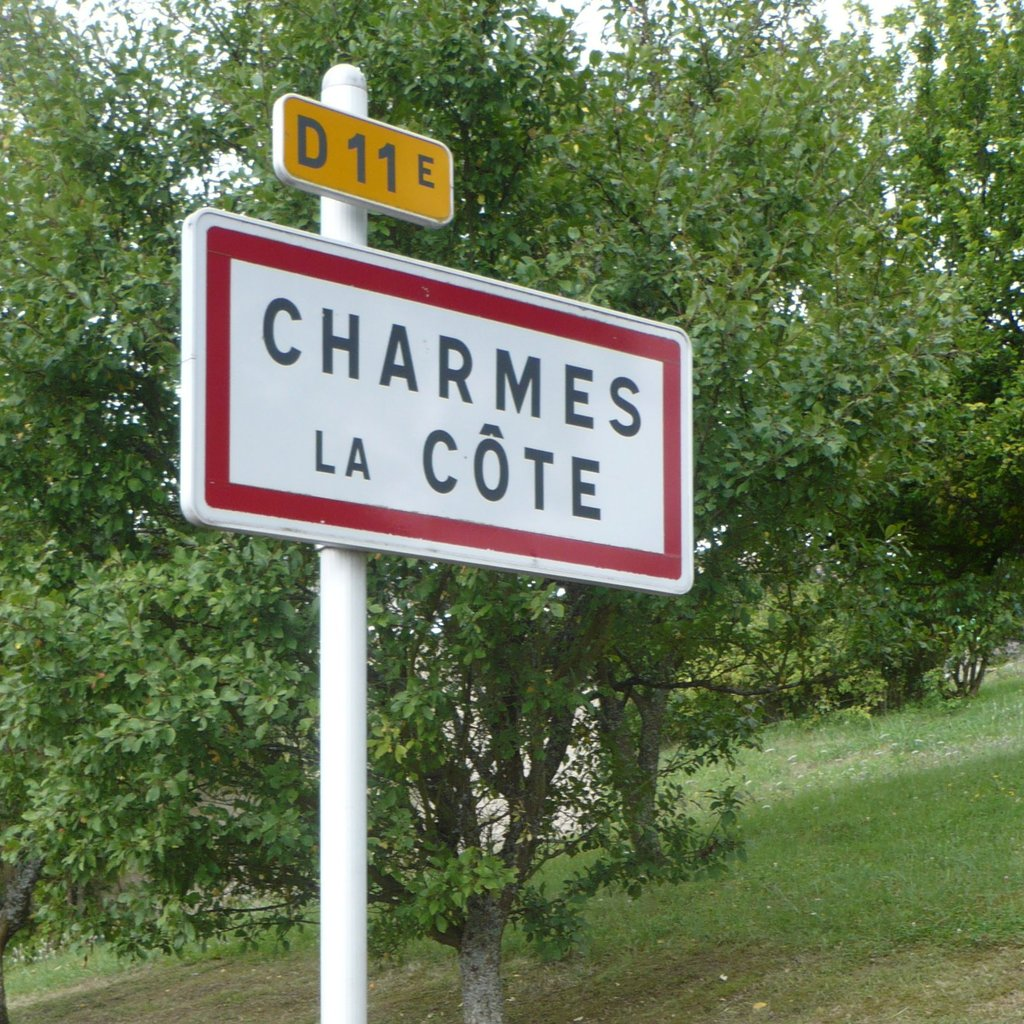
Указатель на Шарм-ла-Кот.

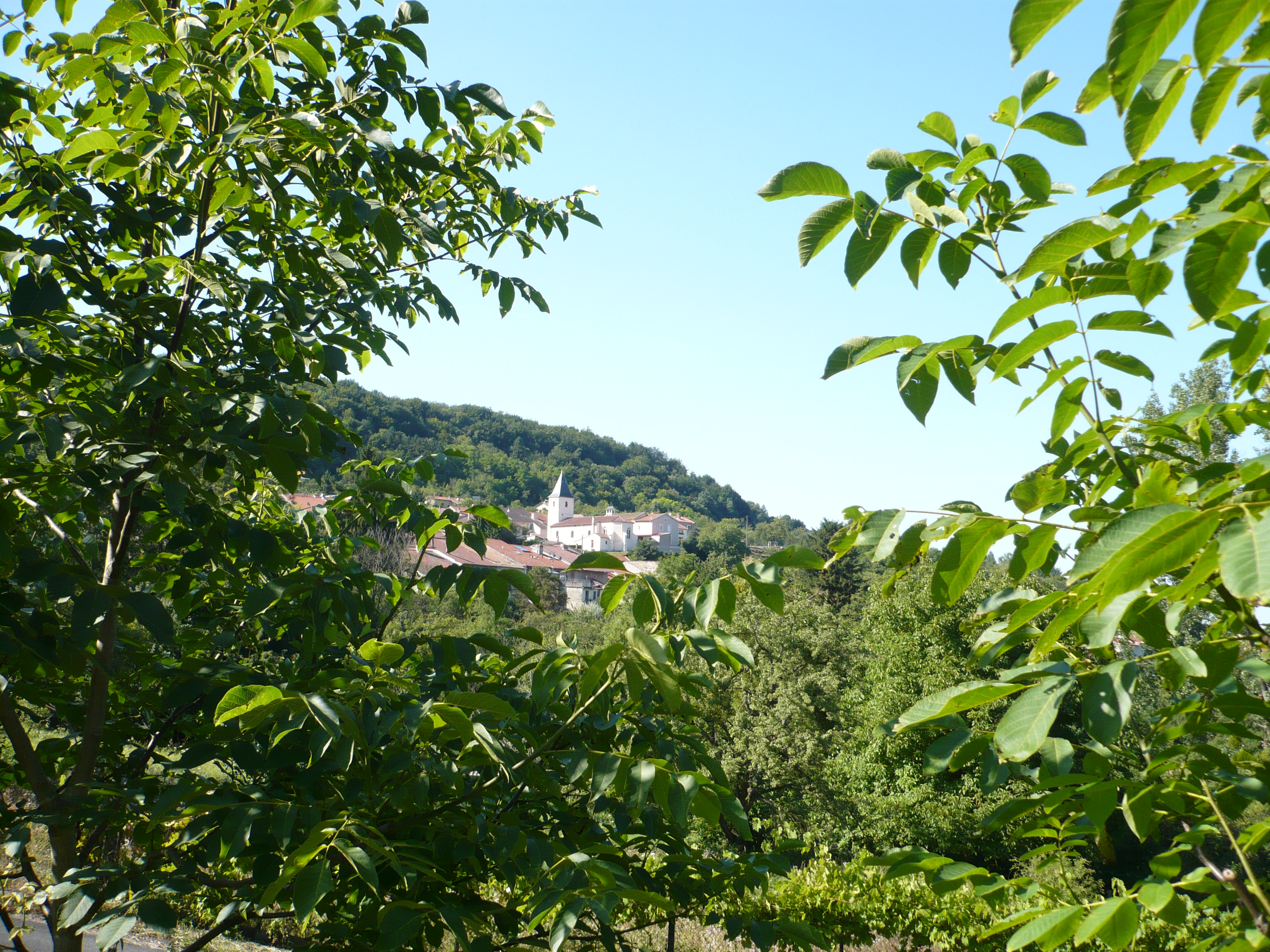
Шарм-ла-Кот и церковь Рождества Богородицы.

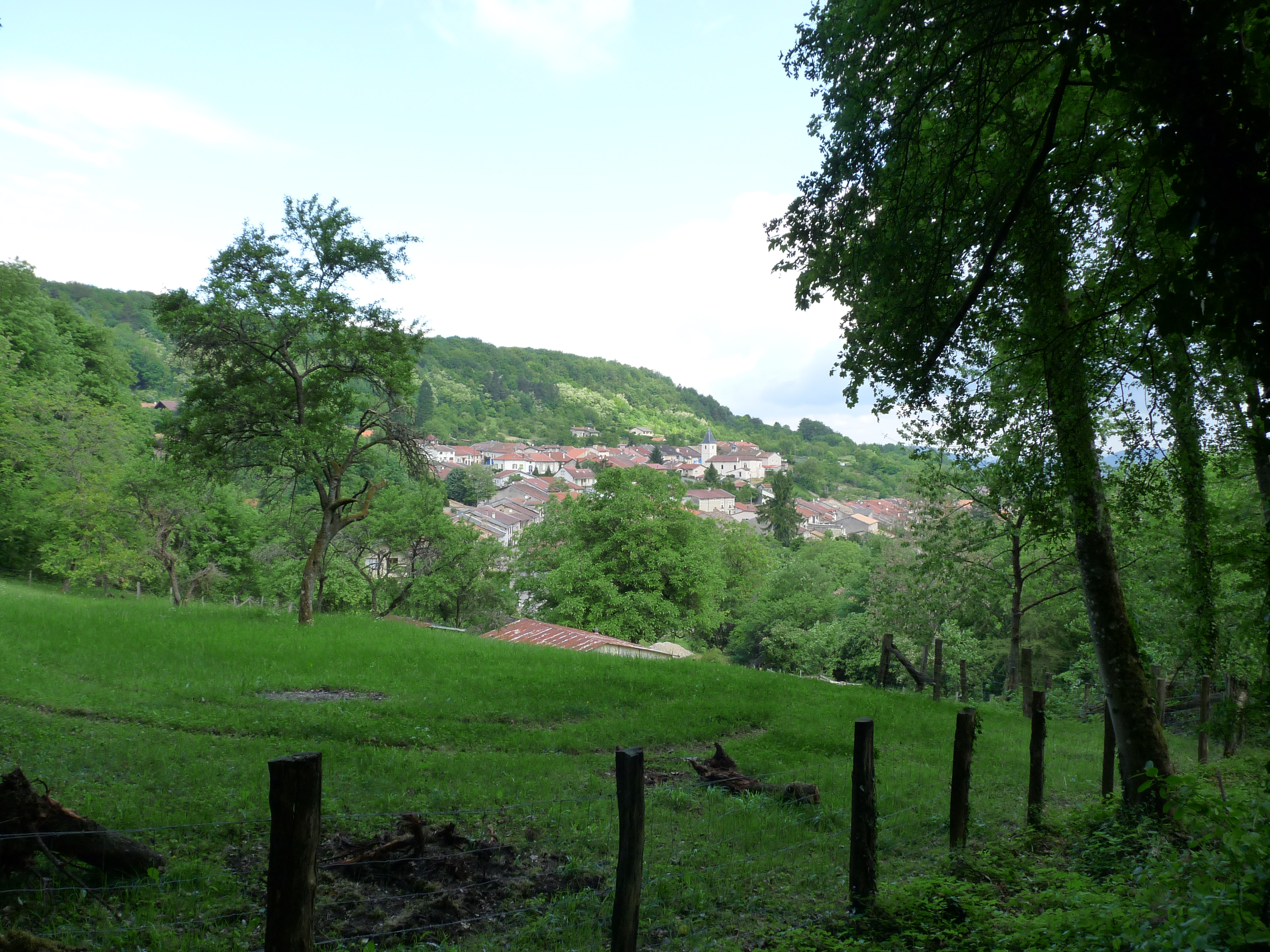
Вид на Шарм-ла-Кот.

Шарм-ла-Кот расположен в 65 км к юго-западу от Меца и в 28 км к западу от Нанси. Соседние коммуны: Домжермен на севере, Жи и Бикеле на востоке, Мон-ле-Виньобль и Блено-ле-Туль на юге.
Коммуна находится у куэсты невысокой гряды Кот-де-Мёз (около 405 м над уровнем моря).

## История
- Деревня с X века принадлежала епископату Туля.

## Демография
Население коммуны на 2010 год составляло 319 человек.
| 1962 | 1968 | 1975 | 1982 | 1990 | 1999 | 2010 |
| ---- | ---- | ---- | ---- | ---- | ---- | ---- |
| 277  | 231  | 241  | 253  | 281  | 312  | 319  |

## Достопримечательности
- Бывшие военные укрепления системы Сере де Ривьера, сооружены в 1888—1890 годах.
- Церковь Рождества Пресвятой Богородицы XV века.